# Salix alatavica
Salix alatavica là một loài thực vật có hoa trong họ Liễu. Loài này được Kar. & Kir. ex Stschegl. miêu tả khoa học đầu tiên năm 1854.